# Radim Babinec
Radim Babinec (* 22. února 1974 Nový Jičín) je český právník a politik, v letech 2014 až 2022 zastupitel a náměstek primátora města Ostravy, od roku 2014 zastupitel městského obvodu Slezská Ostrava, člen hnutí ANO.

## Vzdělání
V roce 1992 absolvoval Gymnázium Mikuláše Koperníka v Bílovci. Pokračoval studiem práv na Právnické fakultě Masarykovy univerzity, kde roku 1999 získal titul magistr. Dále studoval angličtinu na International Language School při St. Joseph's University of Philadelphia.
Je ženatý, má jedno dítě. Žije v městském obvodě Slezská Ostrava, místní části Muglinov.

## Profesní kariéra
V roce 1999 nastoupil jako podnikový právník do firmy Tatra, a. s. V roce 2003 se stal poradcem ředitele pro právní službu v KARBON INVEST, později v OKD. Od roku 2007 pak v OKD, a. s. působil jako ředitel pro právní službu a člen senior managementu. Po odchodu ze společnosti v roce 2014 se stal podnikovým právníkem společnosti Bonatrans Group
Působil v řadě orgánů obchodních společností - mj. jako předseda rozhodčího orgánu a člen správní rady Revírní bratrské pokladny - zdravotní pojišťovny, člen dozorčí rady Nadace OKD, místopředseda dozorčí rady NWR Energy, člen představenstva ČM kapitálová, místopředseda dozorčí rady EKO - KARBO

## Politické angažmá
Od počátku roku 2014 je členem politického hnutí ANO 2011. Působí v něm jako předseda místní organizace ve Slezské Ostravě.
V komunálních volbách 2014 kandidoval jako lídr kandidátky hnutí ve Slezské Ostravě a také jako kandidát do zastupitelstva Statutárního města Ostravy. Do obou zastupitelstev byl zvolen. Ustavující zastupitelstvo Statutárního města Ostravy jej dne 6. listopadu 2014 zvolilo náměstkem primátora. Na starosti měl veřejné zakázky, externí financování, kapitálové účasti a sdružené nákupy.
Ve volbách do Senátu PČR v roce 2016 kandidoval za hnutí ANO 2011 v obvodu č. 70 – Ostrava-město. Se ziskem 14,39 % hlasů skončil na 3. místě a do druhého kola nepostoupil.
V komunálních volbách v roce 2022 obhajoval post zastupitele města Ostravy, ale až na 29. místě kandidátky hnutí ANO. Zvolen již nebyl, skončil tak i ve funkci náměstka primátora. Post zastupitele městského obvodu Slezská Ostrava však obhájil.